# Tid för tystnad
Tid för tystnad — Marie Fredrikssons ballader (со швед. — «Время тишины — баллады Мари Фредрикссон») — сборник шведской певицы и автора песен Мари Фредрикссон, выпущенный 28 ноября 2007 года компанией Capitol Records совместно с собственным независимым лейблом звукозаписи Фредрикссон Mary Jane/Amelia Music. Он был составлен Фредрикссон вместе со своим мужем Микаэлем Боиошем и бывшим руководителем шведского отделения EMI Кьеллем Андерссоном и состоит из любимых композиций исполнительницы среди её ранее записанных баллад, а также двух новых песен «Ordet är farväl» и «Ett bord i solen». Оба эти трека были выпущены в качестве промосинглов только для трансляции в Швеции. Последний является шведской версией «A Table in the Sun», песни из её англоязычного альбома The Change (2004).
Сборник получил в целом положительные отзывы от шведских изданий и умеренно попал в чарты в её родной стране после выпуска. В июле 2008 года Tid för tystnad был выпущен в Аргентине и вошел в двадцатку лучших альбомов этой страны.

## История записи и выпуска альбома
Альбом был составлен Фредрикссон, её мужем Микаэлем Боиошем и Кьеллем Андерссоном, бывшим руководителем шведского отделения EMI. Именно Андерссон предложил ей в 1985 году сотрудничать с Пером Гессле, с которым она в следующем году сформировала Roxette. Tid för tystnad состоит из любимых композиций исполнительницы среди её ранее записанных баллад, а также двух новых песен: «Ordet är farväl» и «Ett bord i solen», обе из которых были выпущены в качестве промосинглов только для трансляции в Швеции. Сингл «Ordet är farväl» был выпущен 18 ноября 2007 года; он был написан несколькими годами ранее Боиошем и шведской поп-певицей Пю Бэкман, которую Фредрикссон описала как «фантастического автора песен». «Ett bord i solen» вышел 7 февраля 2008 года; это шведская версия «A Table in the Sun», трека из англоязычного альбома Фредрикссон The Change (2004).

## Отзывы критиков
| Оценки критиков         | Оценки критиков |
| Источник                | Оценка          |
| ----------------------- | --------------- |
| Borås Tidning           | [ 4 ]           |
| Expressen               | [ 5 ]           |
| Helsingborgs Dagblad    | [ 6 ]           |
| Nya Wermlands-Tidningen | [ 7 ]           |

Сборник получил в целом положительные отзывы от шведских изданий после выпуска. Карин Бенгтссон из «Borås Tidning» описала «Sparvöga» как одну из самых красивых песен всех времен и сказала, что она «до сих пор заставляет меня немного плакать, как и тогда, когда она была первоначально выпущена в конце 80-х». Несмотря на это, она назвала «среднюю часть» альбома «немного слишком тихой, даже для альбома баллад». Газета «Expressen» назвал Фредрикссон «некоронованной королевой баллад Швеции, по крайней мере, в 80-х и 90-х годах, откуда и родом большинство этих песен», и описала пластинку как «тонко настроенную, эмоциональную и красивую». Обозреватель «Helsingborgs Dagblad» сказал: «У нее на совести есть несколько хороших баллад, Мари Фредрикссон, но не больше 19. Поэтому этот сборник становится неровной историей». Тем не менее, они подвели итог, написав: «Но „Sparvöga“ по-прежнему парит даже сейчас, и у него есть подходящая компания в [следующем треке] „Den sjunde vågen“. [Альбом] — это прекрасное, приятное переживание, в некотором роде». Критик «Nya Wermlands-Tidningen» утверждал, что несколько песен на сборнике потеряли свою привлекательность из-за того, что их слишком часто проигрывали «во всех плейлистах [шведских] радиостанций с того дня, как они были выпущены. Это вызывает мгновенную психологическую реакцию: эти песни — либо дорогие старые знакомые, либо утомительные повторения чего-то, что вы надеялись забыть, по крайней мере, на короткое время. Я принадлежу к последней категории и наполняюсь чувством сытости после прослушивания всего нескольких мгновений каждой песни».

## Коммерческие показатели
Пластинка достигла умеренного успеха в Швеции, продержавшись пять недель в шведском чарте альбомов и достигнув 32-го места на третьей неделе релиза. Tid för tystnad был выпущен в Аргентине в июле 2008 года, что сделало его первым сольным альбомом Фредрикссон или Гессле, когда-либо выпущенным в Южной Америке, а также первым шведоязычным альбомом Фредрикссон, выпущенным за пределами Швеции с тех пор, как I en tid som vår был выпущен в Японии в 1997 году. Он достиг 16-го места в еженедельном чарте альбомов CAPIF.

## Список композиций
Слова и музыка всех песен — Мари Фредрикссон, кроме случаев, где отмечено особо.
| №   | Название                                         | Автор(ы)                              | Длительность |
| --- | ------------------------------------------------ | ------------------------------------- | ------------ |
| 1.  | «Ordet är farväl»                                | Микаэль Боиош Пю Бэкман [англ.]       | 3:55         |
| 2.  | «Ännu doftar kärlek» (из Het vind, 1984)         | Фредрикссон Лассе Линдбом             | 3:44         |
| 3.  | «Den bästa dagen» (из Den sjunde vågen, 1986)    | Фредрикссон Линдбом Никлас Стрёмстедт | 4:18         |
| 4.  | «Mot okända hav» (из Den sjunde vågen)           | Ульф Шагерстрём                       | 3:52         |
| 5.  | «Aldrig som främlingar» (из Efter stormen, 1987) | Шагерстрём                            | 4:37         |
| 6.  | «Även vargar måste välja» (из Efter stormen)     | Фредрикссон Линдбом                   | 2:48         |
| 7.  | «Jag brände din bild» (из Efter stormen)         | Фредрикссон Линдбом                   | 4:22         |
| 8.  | «Tid för tystnad» (из Den ständiga resan, 1992)  |                                       | 3:55         |
| 9.  | «Ett bord i solen»                               |                                       | 3:23         |
| 10. | «Den ständiga resan» (из Den ständiga resan)     |                                       | 4:04         |
| 11. | «Medan tiden är inne» (из Den ständiga resan)    |                                       | 3:44         |
| 12. | «Min trognaste vän» (из I en tid som vår, 1996)  |                                       | 4:08         |
| 13. | «Vinterängel» (из I en tid som vår)              |                                       | 4:33         |
| 14. | «Sparvöga» (внеальбомный сингл, 1989)            |                                       | 4:08         |
| 15. | «Den sjunde vågen» (из Den sjunde vågen)         | Фредрикссон Линдбом                   | 6:22         |
| 16. | «Ett hus vid havet» (из Den sjunde vågen)        | Фредрикссон Линдбом                   | 1:29         |
| 17. | «Så skimrande var aldrig havet» (из Taube, 1990) | Эверт Тоб                             | 3:53         |
| 18. | «Berusa mig» (из I en tid som vår)               |                                       | 5:08         |
| 19. | «Tro» (из I en tid som vår)                      |                                       | 4:59         |

## Участники записи
Список приводится согласно буклету к компакт-диску альбома Tid för tystnad — Marie Fredrikssons ballader:
- Все песни спродюсированы Ларсом-Йёраном «Лассе» Линдбомом, кроме треков 1, 9, 12, 13, 18 и 19 — спродюсированы Мари Фредрикссон и Микаэлем Боиошем; треки 8, 10 и 11 спродюсированы Фредрикссон и Андерсом Херрлином; трек 14 — Фредрикссон, Херрлин и Пер «Пелле» Андерссон, а трек 17 — Кьелль Андерссон.
- Составители сборника: Фредрикссон, Болиош и Кьелл Андерссон.
- Мастеринг: Бьёрн Энгельманн в Cutting Room Studios в Стокгольме.
- Дизайн: Кьелл Андерссон и Пэр Викхольм.
- Фотограф: Пэр Викхольм.
- Макияж: Лиза Деркерт.
- Менеджмент: D&D Management.

## Чарты
| Чарт (2007-08)               | Высшая позиция |
| ---------------------------- | -------------- |
| Аргентинские альбомы (CAPIF) | 16             |
| Швеция (Sverigetopplistan)   | 32             |

## История релизов
| Регион    | Дата           | Формат                  | Лейбл                                  | № по каталогу    | Прим. |
| --------- | -------------- | ----------------------- | -------------------------------------- | ---------------- | ----- |
| Швеция    | 28 ноября 2007 | CD цифровая дистрибуция | Mary Jane/Amelia Music Capitol Records | 50999 516529-2 0 | [ 9 ] |
| Аргентина | 8 июля 2008    | CD цифровая дистрибуция | Mary Jane/Amelia Music Capitol Records | 50999 516529-2 0 | [ 9 ] |